# شهرداری ریبرالتا
شهرداری ریبرالتا (به اسپانیایی: Riberalta Municipality) یک شهرداری در بولیوی است که در استان بنی واقع شده‌است. استان بنی در شمال بولیوی قرار دارد.